# Luvigny
Luvigny és un municipi francès, situat al departament dels Vosges i a la regió del Gran Est. L'any 2007 tenia 112 habitants.

## Demografia

### Població
El 2007 la població de fet de Luvigny era de 112 persones. Hi havia 48 famílies, de les quals 16 eren unipersonals (12 homes vivint sols i 4 dones vivint soles), 16 parelles sense fills i 16 parelles amb fills.
La població ha evolucionat segons el següent gràfic:
Habitants censats

### Habitatges
El 2007 hi havia 105 habitatges, 45 eren l'habitatge principal de la família, 52 eren segones residències i 8 estaven desocupats. 99 eren cases i 5 eren apartaments. Dels 45 habitatges principals, 35 estaven ocupats pels seus propietaris, 8 estaven llogats i ocupats pels llogaters i 2 estaven cedits a títol gratuït; 2 tenien dues cambres, 11 en tenien tres, 15 en tenien quatre i 18 en tenien cinc o més. 37 habitatges disposaven pel capbaix d'una plaça de pàrquing. A 27 habitatges hi havia un automòbil i a 13 n'hi havia dos o més.

### Piràmide de població
La piràmide de població per edats i sexe el 2009 era:
| Homes | Edats   | Dones |
| ----- | ------- | ----- |
| 0     | 95 o +  | 0     |
| 0     | 90 a 94 | 0     |
| 0     | 85 a 89 | 0     |
| 0     | 80 a 84 | 0     |
| 4     | 75 a 79 | 0     |
| 0     | 70 a 74 | 8     |
| 0     | 65 a 69 | 0     |
| 4     | 60 a 64 | 0     |
| 0     | 55 a 59 | 8     |
| 8     | 50 a 54 | 4     |
| 4     | 45 a 49 | 0     |
| 12    | 40 a 44 | 4     |
| 0     | 35 a 39 | 4     |
| 0     | 30 a 34 | 0     |
| 4     | 25 a 29 | 4     |
| 4     | 20 a 24 | 4     |
| 4     | 15 a 19 | 0     |
| 8     | 10 a 14 | 0     |
| 0     | 5 a 9   | 0     |
| 0     | 0 a 4   | 0     |

## Economia
El 2007 la població en edat de treballar era de 75 persones, 46 eren actives i 29 eren inactives. De les 46 persones actives 39 estaven ocupades (26 homes i 13 dones) i 8 estaven aturades (5 homes i 3 dones). De les 29 persones inactives 11 estaven jubilades, 5 estaven estudiant i 13 estaven classificades com a «altres inactius».
Activitats econòmiques
Dels 3 establiments que hi havia el 2007, 2 eren d'empreses de construcció i 1 d'una empresa d'informació i comunicació.
Els 2 serveis als particulars que hi havia el 2009 eren paletes.

## Equipaments sanitaris i escolars
El 2009 hi havia una escola elemental integrada dins d'un grup escolar amb les comunes properes formant una escola dispersa.

## Poblacions més properes
El següent diagrama mostra les poblacions més properes.